# Funkmaster Flex
Funkmaster Flex, de son vrai nom Aston George Taylor, Jr., né le 5 août 1968 dans le Bronx, New York, est un disc jockey, rappeur, producteur et animateur américain. En 1992, il anime la première émission de hip-hop à New York, sur Hot 97.

## Biographie
Aston Taylor Jr. est né dans le Bronx, un quartier de New York, et est le fils du disc jockey Aston George Taylor, Sr.. À 16 ans, il se lance dans le DJing dans des boites de nuit locales. À 19 ans, il travaille aux côtés de Chuck Chillout pour WRKS 98.7 Kiss-FM à New York. Il quitte ensuite KISS et passe brièvement sur 107.5 WBLS-FM. Au début des années 1990, Flex fait quelques apparitions dans des boites de nuit de Vito Bruno. Bruno convainc ensuite Joel Salkowitz, vice-président chez Hot 97, de retransmettre en direct les performances de Taylor. Lorsqu'ils assistent à la résurrection du hip-hop depuis sa chute dans les années 1980, ils décident de laisser plus de temps à l'antenne consacré au genre. Au printemps 1992, Funkmaster Flex commence à animer sa propre émission, The Fun Flex Show, une émission retransmise sur la station de radio new-yorkaise Hot 97, puis beaucoup plus tard Funk Flex Full Throttle sur MTV.
Le 7 décembre 1999, il publie son premier album studio, The Tunnel,, classé 35e du Billboard 200.
En 2003, Flex lance sa première émission télévisée, Ride with Funkmaster Flex, puis lance ensuite une autre émission appelée The Funkmaster Flex Super Series Invitational. Plus tard en 2007, il lance une autre émission, Car Wars with Funkmaster Flex sur la chaîne ESPN. En 2009, Flex participe à la radio The Beat 102.7 des jeux vidéo Grand Theft Auto IV: The Lost and Damned et Grand Theft Auto: The Ballad of Gay Tony.
Le 3 août 2010, Flex lance un nouveau site web, InFlexWeTrust.com,.
En 2011, Flex est appréhendé par la police pour harcèlements et menaces envers son épouse Monica Joseph-Taylor. En 2015, une pétition est mise en ligne pour mettre un terme à l'émission de radio de Funkmaster Flex. En parallèle, Flex promet de répondre à la diss song Charged Up de Meek Mill.

En 2022, Funkmaster Flex où il anime l'album Vinyl Days (comme Danger, BLACKWHITEBOY, Rogue One, Porta One etc.. )du rappeur américain Logic où Logic révèle qu'il va quitté Def Jam Recordings et Visionary Music Group en faisant cet album.

## Discographie

### Album studio
- 1999 : The Tunnel

### Mixtapes
- 1995 : The Mix Tape
- 1997 : The Mix Tape II
- 1998 : The Mix Tape III
- 2000 : The Mix Tape IV

### Compilation
- 2005 : Car Show Tour